# Planétarium Rio Tinto Alcan de Montréal
Le Planétarium Rio Tinto Alcan de Montréal est un musée éducatif, culturel et scientifique situé dans le complexe muséal Espace pour la vie à Montréal au Québec (Canada). Le planétarium a comme objectif de sensibiliser la population aux sciences de la nature et à la nature, tout particulièrement dans le domaine de l'astronomie. C'est le plus grand planétarium au Canada avec une capacité de 288 places assises. Il est créé pour remplacer l'ancien planétarium Dow au square Chaboillez.

## Mission
Le planétarium a comme objectif de sensibiliser la population aux sciences de la nature et à la nature, tout particulièrement dans le domaine de l'astronomie.

### Nouveau planétarium au Parc Olympique

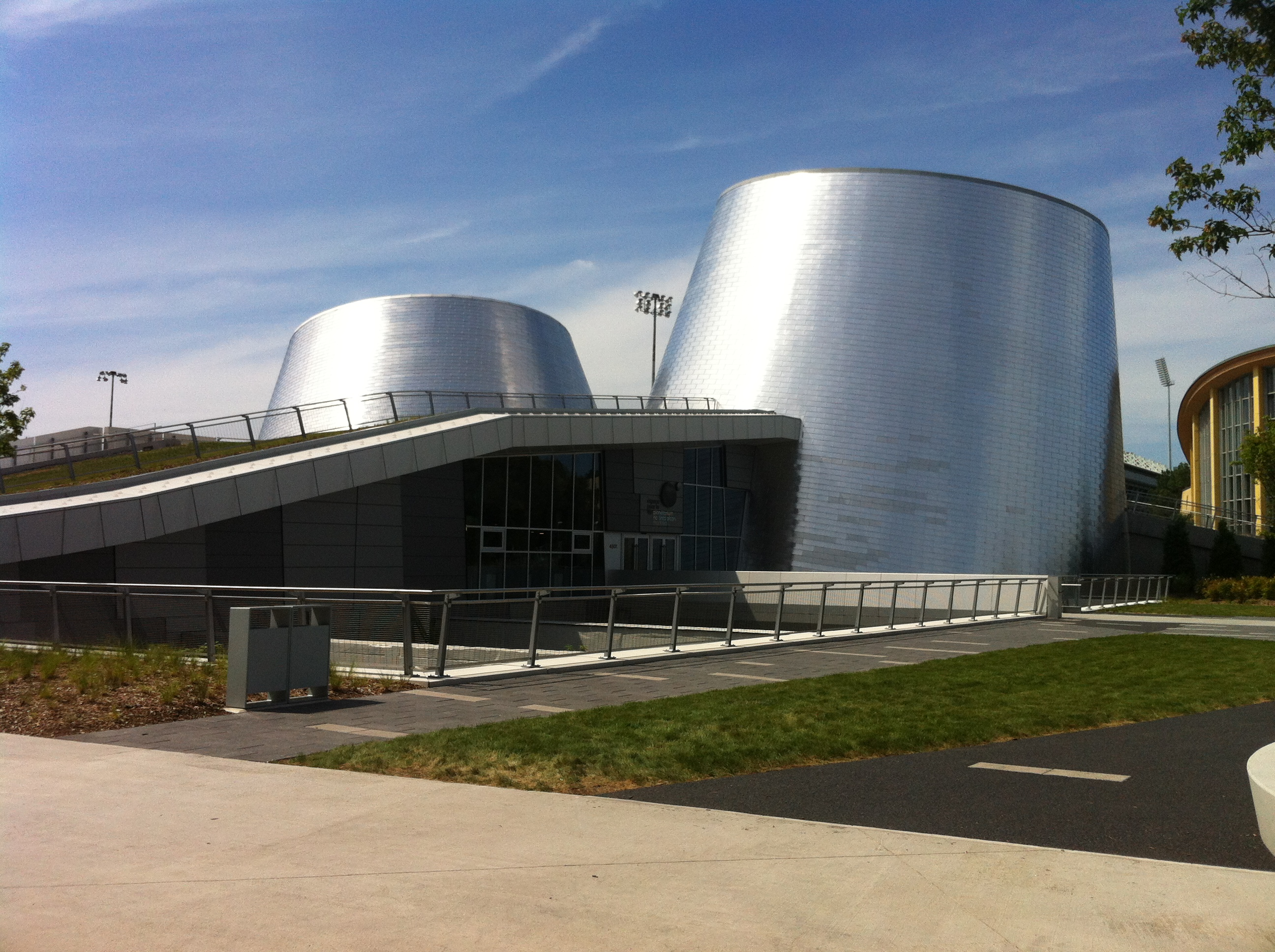
Le nouveau planétarium en 2013

La ville de Montréal a créé en 2008 un concours d'architecture international pour déménager le Planétarium sur le site du Parc olympique de Montréal, près du Biodôme. La firme « Cardin + Ramirez & Associés architectes » (opérant maintenant sous le nom Cardin Julien inc) en consortium avec Ædifica inc a été choisie au printemps 2009 par un jury au terme du concours.
Le but du projet est de regrouper sur un même site le Planétarium et les autres établissements du réseau Espace pour la vie : le Biodôme, l'Insectarium et le Jardin botanique, déjà situés dans l'est de la métropole. Les coûts de construction du projet sont évalués à 33 millions$. Rio Tinto Alcan contribuera pour 4 millions$ à la réalisation du projet, le reste sera assumé par les trois paliers de gouvernement (fédéral, provincial et  municipal).
D'une superficie de 8 000 m2, le nouveau Planétarium comporte notamment deux théâtres des étoiles, une salle d'exposition immersive, quatre salles d'animation ainsi que divers locaux de soutien tels que boutique, restauration, vestiaires, locaux administratifs, entreposage, etc.

Espace pour la vie (Biodôme et Planétarium), Montréal, 2024

La construction du nouveau Planétarium qui devait débuter durant l'été 2010 a été retardée à l'été 2011 et son ouverture officielle d'abord prévue en 2012 a été repoussée à 2013,. L'ouverture du planétarium a finalement lieu le 6 avril 2013 et les coûts globaux de réalisation du projet sont de 48 millions$.
Le succès est au rendez-vous, avec les spectacles de Continuum et De la Terre aux Étoiles et l'exposition EXO, sur les traces de l'univers. Un animateur explique les phénomènes célestes dans le Théâtre des étoiles et le Théâtre du chaos encourage les réflexions d'ordre philosophique sur la place de l'homme dans l'univers. Le calendrier des événements fait l'objet d'une page très attractive.